# Meier (Film)
Meier ist ein deutscher Spielfilm aus dem Jahre 1986.

## Handlung
Ede Meier ist Tapezierer und lebt mit seiner Freundin Lore in Ost-Berlin. Nachdem ihm sein in West-Berlin verstorbener Vater eine kleine Erbschaft hinterließ, kauft sich DDR-Bürger Ede vom Fluchthelfer Kretschmer einen behelfsmäßigen West-Berliner Personalausweis, um sich auf Weltreise begeben zu können. 
Als er zurückkehrt, sind Onkel Werner und Tante Inge in West-Berlin nicht nur darüber entsetzt, dass sich Ede von seinem Erbe keine Existenz im Westen aufbauen will, sondern nun als Westler auch noch mit Tagesvisum zurück nach Ost-Berlin einreisen will. Lore und Edes Arbeitskollegen ahnen nichts, als er nach drei Wochen angeblich vom Urlaub aus Bulgarien zurückkommt. 
Von der sozialistischen Mangelwirtschaft genervt, die nur hässliche Mustertapeten produziert, will Ede nun durch westliche Raufasertapete die Renovierung entscheidend verbessern. Mit Tagesvisum immer wieder um Mitternacht einreisend und in der nächsten Nacht ausreisend, schmuggelt Ede Raufasertapete über die Mauer nach Ost-Berlin und gibt dort vor, eine Maschine erfunden zu haben, die gemusterte Tapete in Raufasertapete verwandeln kann. 
Der ständige Grenzübertritt, der ohnehin auf nur vierzig Tage im Jahre beschränkt ist, erschwert sein Liebesleben zur sozialistischen Lore erheblich. Doch Edes Tapete erfreut sich größter Beliebtheit und seine Tapezierer-Brigade erreicht sagenumwobene Quoten bei der Planerfüllung. Gemusterte Tapeten möchte nun niemand mehr in seiner Wohnung haben. Ede Meier wird als „Held der Arbeit“ ausgezeichnet. 
Am Tag der Ordensverleihung kommt Ede jedoch zu spät zur Grenze und wird enttarnt. Versehentlich hatte Ede seinen DDR-Ausweis vorgezeigt. Die Stasileute, die ihn verhören, kommen jedoch in den Konflikt, den frisch gekürten „Held der Arbeit“ nun ins Gefängnis stecken zu müssen. Dies wäre eine zu große Blamage für den Arbeiter- und Bauernstaat und so lassen sie ihn wieder frei. Es stellt sich heraus, dass die von Meier geschmuggelte Raufasertapete in Karl-Marx-Stadt zum Zwecke der Devisenbeschaffung ausschließlich für den Export in die BRD produziert wurde.

## Kritiken
„Komödie mit ironischen Spitzen gegen Systemmängel hüben wie drüben, die das gesamtdeutsche Thema erfrischend unverkrampft behandelt; trotz einiger dramaturgischer Längen weitgehend überzeugend.“

„Hier wird eine Geschichte erzählt, wie sie nur in Berlin geschehen kann, und daß sie als Komödie daherkommt, ist das beste, was ihr passieren konnte.“

Anlässlich einer eher negativen Kritik des Filmes "Ein Mann für jede Tonart wird "Meier" nachträglich im Fischer Film Almanach gelobt:  „Peter Timm ist mit ‚Meier‘ (…) eine der erfrischendsten Komödien des neuen deutschen Films gelungen.“

## Auszeichnungen
Peter Timm gewann mit seinem Debütfilm 1987 den Regiepreis des Bayerischen Filmpreises und den Ernst-Lubitsch-Preis.

## Sonstiges
Der Kabarettist Dieter Hildebrandt hat in diesem Film einen Auftritt als Kellner einer Ost-Berliner HO-Gaststätte Gastmahl des Meeres, in dem Ede Meier und seine Freundin Lore essen gehen wollen. In diesem Fischrestaurant kann der Kellner jedoch keinen Fisch außer Makrele anbieten, obwohl die Speisekarte voll mit verschiedensten Fischgerichten ist. Hildebrandt beantwortet jede anderweitige Fisch-Bestellung der beiden mit den Worten Hamwanich.
Der Kinostart des Films in der Bundesrepublik Deutschland war am 22. Mai 1986. Im deutschen Fernsehen war er erstmals am 14. Juni 1989 im Abendprogramm der ARD zu sehen.